# Тонка змія
Тонка змія (Leptophis) — рід неотруйних змій родини Вужеві. Має 19 видів.

## Опис
Загальна довжина представників цього роду коливається від 1,2 до 2,2 м. Голова невелика, морда витягнута. Голова чітко відмежована від тулуба. Очі великі з округлими зіницями. Зубів від 18 до 36, збільшуючи у розмірах ближче до задньої щелепи. Тулуб дуже тонкий з кілеватою лускою. Забарвлення зелене, оливкове, коричнювате з різними відтінками. Боки яскравіші за спину та черево — жовті, помаранчеві, червонуваті.

## Спосіб життя
Полюбляють тропічні ліси. Більшість життя проводять на деревах або чагарниках. Активні вночі. Харчуються ящірками, гризунами, дрібними птахами.
Це яйцекладні змії.

## Розповсюдження
Мешкають у Центральній Америці та на більшій частині Південної Америки.

## Види
- Leptophis ahaetulla (Linnaeus, 1758)[1]
- Leptophis bocourti Boulenger, 1898[2]
- Leptophis bolivianus Oliver, 1942[3]
- Leptophis coeruleodorsus Oliver, 1942[4]
- Leptophis cupreus (Cope, 1868)[5]
- Leptophis depressirostris (Cope, 1861)[6]
- Leptophis dibernardoi Albuquerque, Santos, Borges-Nojosa & R. Ávila, 2022[7]
- Leptophis diplotropis (Günther, 1872)[8]
- Leptophis liocercus Wied-Neuwied, 1824[9]
- Leptophis marginatus Cope, 1862[10]
- Leptophis mexicanus A.M.C. Duméril, Bibron & A.H.A. Duméril, 1854[11]
- Leptophis modestus (Günther, 1872)[12]
- Leptophis nebulosus Oliver, 1942[13]
- Leptophis nigromarginatus (Günther, 1866)[14]
- Leptophis occidentalis (Günther, 1859)[15]
- Leptophis praestans Cope, 1868[16]
- Leptophis riveti Despax, 1910[17]
- Leptophis stimsoni Harding, 1995[18]
- Leptophis urostictus (W. Peters, 1873)[19]